# Aulus Vicirius Proculus
Aulus Vicirius Proculus war ein im 1. Jahrhundert n. Chr. lebender römischer Politiker.
Proculus war von September bis Dezember 89 zusammen mit Manius Laberius Maximus Suffektkonsul. Durch ein Militärdiplom ist belegt, dass er 93 Statthalter der Provinz Britannia war.
Aulus Vicirius Martialis, Suffektkonsul des Jahres 98, war vermutlich sein Bruder.